# Chicas!
Chicas! é o terceiro álbum do cantor espanhol Miguel Bosé, lançado em 1979.
Com este disco, Bosé consegue fazer sucesso tanto na Europa como na América Latina. Para ajudar a manter sua marca na Europa, o disco contém mais músicas em inglês. Não satisfeito, Miguel Bosé lançou mais tarde uma segunda versão do disco totalmente em inglês (também há uma versão italiana). Também predomina nas músicas o estilo Pop.
A música mais famosa foi "Super Superman", difundida principalmente em inglês, mas também conhecida por sua versão em espanhol. Foram também destacadas "Vota Juan 26", "Shoot Me in the Back", "Seventeen" e para não perder o costume, a balada "Creo en Ti".

## Faixas
Todas as músicas escritas por Miguel Bosé, Gian Petro Felisatti e Danilo Vaona, exceto onde estiver indicado.
Lado A
1. "Vota Juan 26" - 3:45
2. "Super Superman" - 3:37
3. "Si... Piensa en Mi" - 3:23
4. "Mamma Mamma" - 3:00
5. "Creo en Ti" (José Luis Perales, M. Bosé) - 3:53
6. "Perdón, Señor" (Fernando Arbex, M. Bosé) - 2:40

Lado B
1. "Shoot Me in the Back" (F. Arbex) - 4:51
2. "Noche Blanca en Munich" (F. Arbex, M. Bosé) - 3:49
3. "Seventeen" (F. Arbex) - 4:33
4. "Winter Butterfly" (F. Arbex) - 3:37
5. "Deja Que..." (M. Bosé, Sandro Giacobbe) - 3:37

### Versão Europeia
Obs.: No lugar de "Deja Que...", esta versão do disco tem no lugar a inédita "Angel of the Night".
Lado A
1. "Vote Juan 26" - 3:45
2. "Super Superman" - 3:37
3. "Please... Think of Me" - 3:23
4. "Omni Padme Um" - 3:00
5. "Creo en Ti" (José Luis Perales, M. Bosé) - 3:53
6. "Yes Ma'am" (Fernando Arbex, M. Bosé) - 2:40

Lado B
1. "Shoot Me in the Back" (F. Arbex) - 4:51
2. "Friday Night en Munich" (F. Arbex, M. Bosé) - 3:49
3. "Seventeen" (F. Arbex) - 4:33
4. "Winter Butterfly" (F. Arbex) - 3:37
5. "Angel of the Night" (Óscar Gomez) - 3:37